# Liste der Hohenpriester der Samaritaner
Die Samaritaner sind eine Religionsgemeinschaft, die ebenso wie das Judentum die Tora als Heilige Schrift betrachtet. Ihr religiöses Zentrum ist nicht Jerusalem, sondern der Berg Garizim im Westjordanland. Die Tora sieht eine religiöse Leitung des Volkes Israel durch einen Hohepriester (hebräisch כהן גדול kohen gadôl) vor. In der Antike gab es parallel sowohl jüdische als auch samaritanische Hohepriester. Im Judentum endete die Abfolge der Hohepriester aber mit der Zerstörung Jerusalems durch die römische Armee unter Titus im Jahr 70 n. Chr. Die Samaritaner hingegen behielten das Amt des Hohepriesters bis in die Gegenwart bei. Ihrer Überlieferung nach ist der 2013 eingeführte Hohepriester Abdel V.  der 133. Träger eines Amts, das mit Aaron, dem Bruder des Mose, begonnen habe.

## Amt des Hohepriesters
Seit 1623/24 wird das Hohepriesteramt in einer Familie, die sich auf Aarons Enkel Itamar zurückführt, weitergegeben. Nach dem Tod eines Hohepriesters geht das Amt an den jeweils ältesten Mann dieser Familie, sofern dieser nicht eine Ehe eingegangen ist, die ihn vom Hohepriesteramt ausschließt (vgl. Lev 21,14 ).

Fotografien samaritanischer Hohepriester
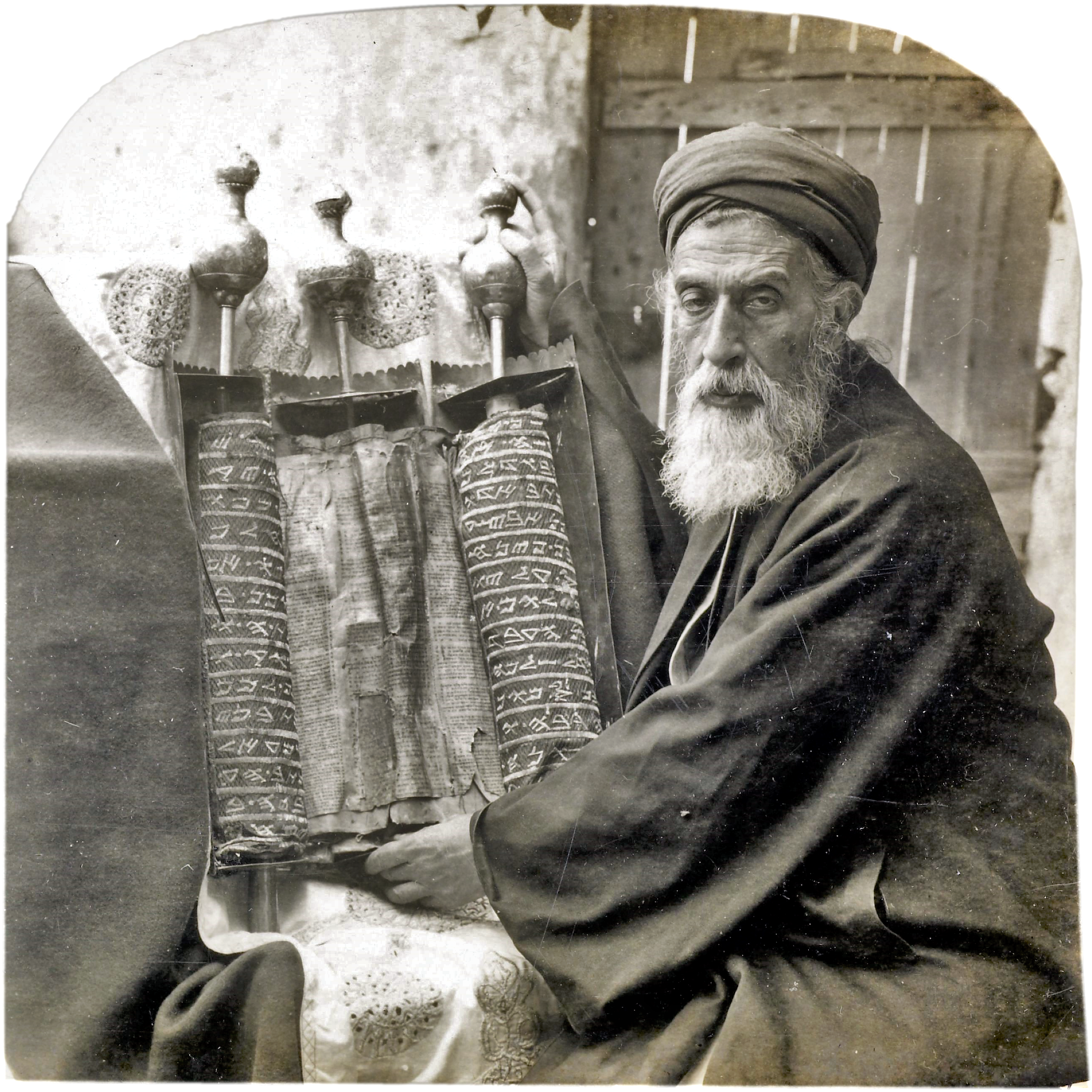
Jakob I.
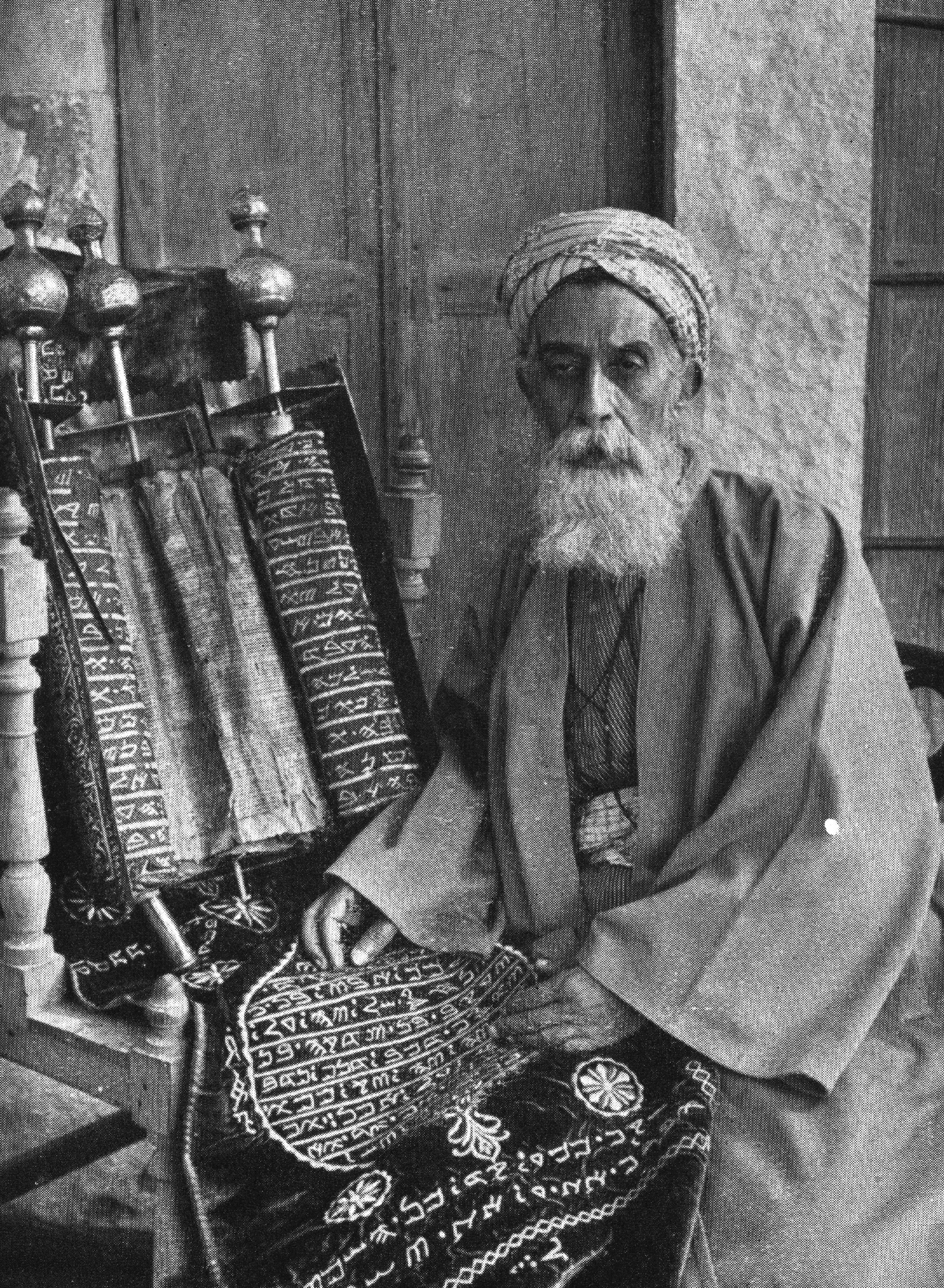
Isaak II.
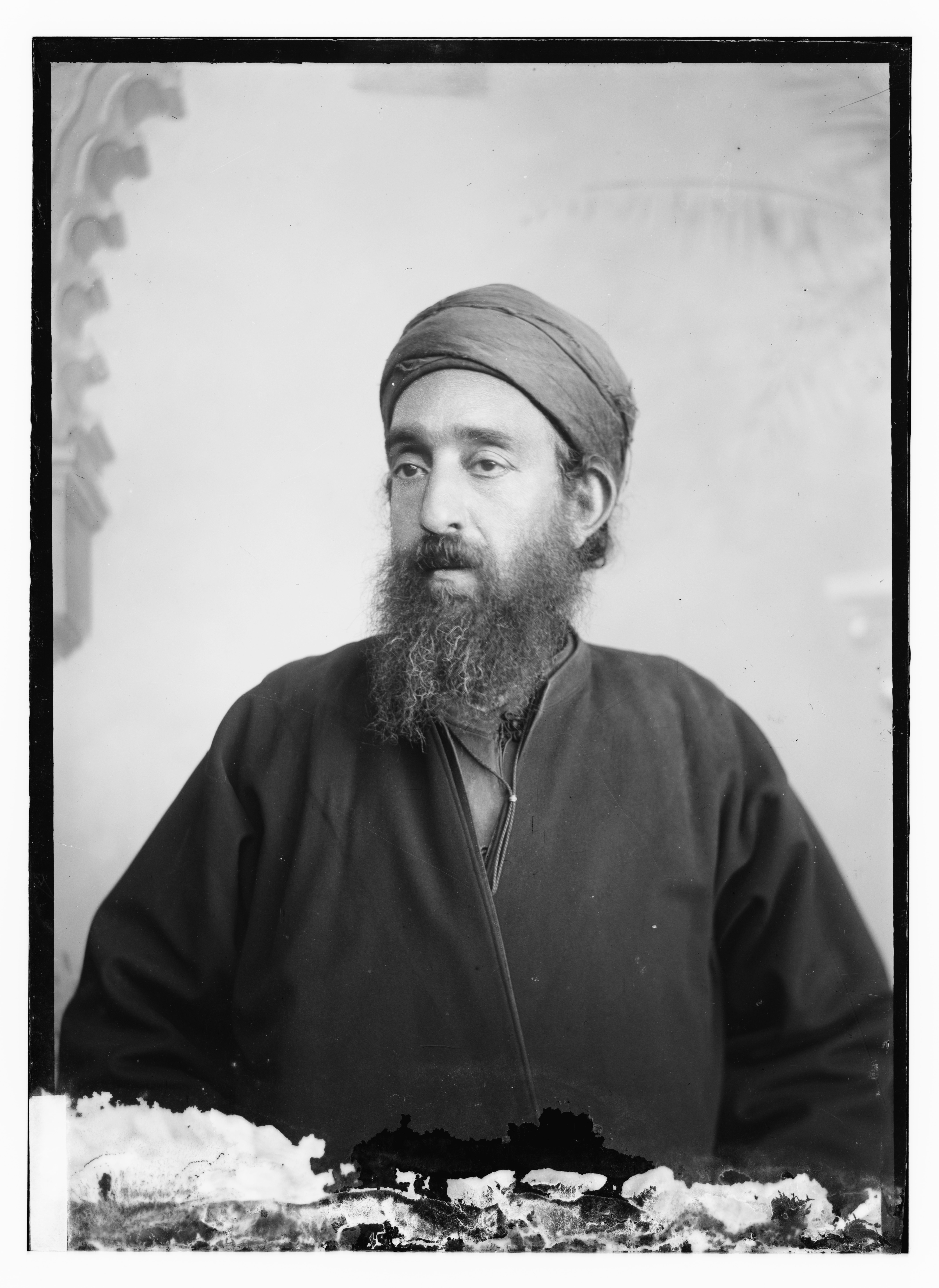
Maṣliaḥ (oder Abischa III.)
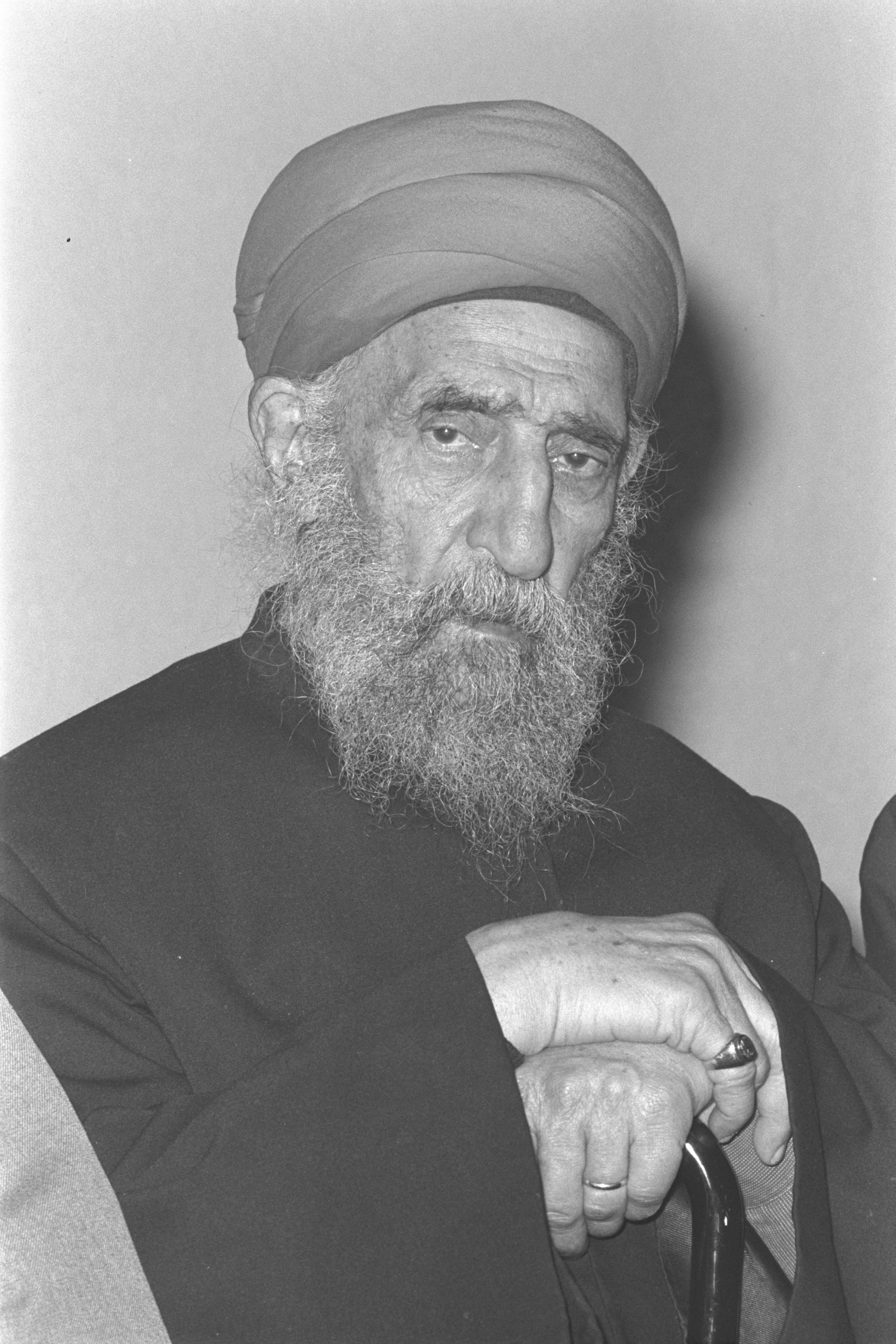
Amram IX.
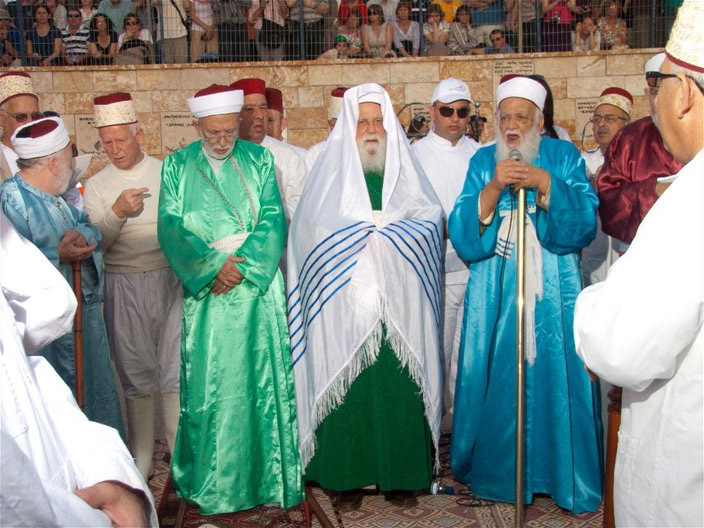
Aaron V.
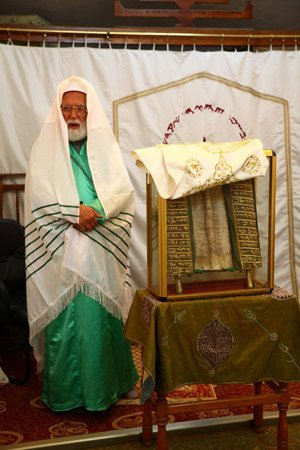
Abdel V.

Der samaritanische Hohepriester hat in der Gegenwart folgende Aufgaben:
1. Er entscheidet alle religionsgesetzlichen Fragen.
2. Er leitet die religiösen Zeremonien auf dem Berg Garizim.
3. Er bestätigt alle Heiraten und Scheidungen innerhalb der samaritanischen Gemeinde.
4. Er veröffentlicht jährlich den liturgischen Kalender der Samaritaner.
5. Er bestätigt einen Beitritt zur samaritanischen Gemeinde.
6. Er ernennt die Vorsänger und die rituellen Schlachter der Gemeinde.
7. Er repräsentiert die Gemeinschaft der Samaritaner nach außen.

## Historische Überlieferungen der Samaritaner
Die Samaritaner besitzen verschiedene historische Werke, die vom Pentateuch ausgehend die Geschichte der Religionsgruppe bis in die Neuzeit behandeln: ’Asāṭir (etwa 11. Jahrhundert n. Chr.), Tôlîdā (12. Jahrhundert), das samaritanische Buch Josua, das von Abū l’Fatḥ verfasste Geschichtswerk Kitāb al-Tarîkh (14. Jahrhundert), die samaritanische Chronik II. (19. Jahrhundert) und die Chronik Adler (20. Jahrhundert). Der 1916 verstorbene Hohepriester Jakob I. kopierte oder kompilierte ein Werk mit dem Titel „Traditionskette“, das Moses Gaster als Manuskript vorlag und von ihm für seine Liste samaritanischer Hohepriester neben älteren Quellen genutzt wurde.

## Namen der Hohepriester nach samaritanischer Tradition
Die folgende Liste gibt die Namen und Amtszeiten nach Reinhard Pummer wieder. Pummer verwendet bei dem Namen des Hohepriesters eine Schreibweise, die sich bei den Trägern biblischer Namen an der englischen Bibel orientiert, während er beim vollen Namen (letzte Spalte) eine stärker wissenschaftliche Umschrift wählt. Entsprechend haben biblische Namen in dieser Tabelle die im Deutschen übliche Schreibweise (Loccumer Richtlinien).
Die traditionelle Zählung beginnt mit dem ersten nachbiblischen Hohepriester Scheschai. Sie weicht in der Reihenfolge in einigen Fällen von der Liste ab, die Moses Gaster und Reinhard Pummer aufgrund der alten samaritanischen Quellen erstellt haben, und enthält zusätzliche Namen (hier kursiv).
| Traditionelle Zählung | Name als Hohepriester  | Amtszeit        | Bemerkungen | Bürgerlicher Name und Lebensdaten                                           |
| --------------------- | ---------------------- | --------------- | --- | --------------------------------------------------------------------------- |
|                       | Aaron I. (אהרן)        |                 | Biblische Gestalt, Bruder des Mose. Er gilt in der Tora als „Ahnherr des legitimen, levitisch-aaronidischen Priestertums.“ |                                                                             |
|                       | Eleasar I. (אלעזר)     |                 | Biblische Gestalt, Sohn Aarons und dessen Nachfolger als Hohepriester. |                                                                             |
|                       | Pinchas I. (פינחס)     |                 | Biblische Gestalt, Sohn Eleasars. Wegen seines religiösen „Eifers“ werden er und seine Nachkommen mit einem ewigen Priestertum ausgezeichnet. |                                                                             |
|                       | Abischa I. (אבישע)     |                 | Der Urenkel Aarons soll nach samaritanischer Überlieferung eine Pentateuch-Rolle niedergeschrieben haben, die von Abū l’Fatḥ im 14. Jahrhundert erstmals erwähnt wird und, in sehr schlechtem Erhaltungszustand, von der samaritanischen Gemeinde als kostbarer Besitz bewahrt wird. Die Abischa-Rolle wird als Vorlage aller samaritanischen Torarollen angesehen. |                                                                             |
| 1                     | Scheschai I. (ששי)     |                 | |                                                                             |
| 2                     | Baḥqi I. (בחקי)        |                 | |                                                                             |
| 3                     | Usi I. (עזי)           |                 | Nach samaritanischer Überlieferung verbarg Usi das Zeltheiligtum der Wüstenwanderung (Mischkan) in einer Höhle am Garizim, als die Israeliten den aus samaritanischer Sicht illegitimen Kult in Schilo einführten. |                                                                             |
| 4                     | Scheschai II. (ששי)    |                 | |                                                                             |
| 5                     | Baḥqi II. (בחקי)       |                 | |                                                                             |
| 6                     | Schebeṭ (שבט)          |                 | |                                                                             |
| 7                     | Schalom I. (שלום)      |                 | |                                                                             |
| 8                     | Hiskija I. (חזקיה)     |                 | |                                                                             |
| 9                     | Jonatan I. (יהונתן)    |                 | Er soll nach samaritanischer Überlieferung ein Zeitgenosse des Königs David gewesen sein. |                                                                             |
| 10                    | Jair I. (יאיר)         |                 | |                                                                             |
| 11                    | Delaja I. (דליה)       |                 | |                                                                             |
| 12                    | Jair II. (יאיר)        |                 | Zu seiner Zeit soll der Jerusalemer Tempel erbaut worden sein. |                                                                             |
| 13                    | Jonatan II. (יהונתן)   |                 | |                                                                             |
| 14                    | Ismael (ישמעאל)        |                 | |                                                                             |
| 15                    | Tobija I. (טוביה)      |                 | Dieser Hohepriester soll von den Ismaeliten ermordet worden sein. |                                                                             |
| 16                    | Zedekia                |                 | |                                                                             |
| 17                    | Ahid                   |                 | |                                                                             |
| 18                    | Jair                   |                 | |                                                                             |
| 19                    | Jehozadak              |                 | |                                                                             |
| 20                    | Zadok (צדוק)           |                 | |                                                                             |
| 21                    | Amram I. (עמרם)        |                 | |                                                                             |
| 22                    | Hilkija (חלקיה)        |                 | |                                                                             |
| 23                    | Amram II. (עמרם)       |                 | |                                                                             |
| 24                    | Aqob I. (עקוב)         |                 | |                                                                             |
| 25                    | Aqabja I. (עקביה)      |                 | Nach dem samaritanischen Chronisten Abū l’Fatḥ (14. Jahrhundert) war Aqabja ein Zeitgenosse Nebukadnezars II. und damit auch der Eroberung Jerusalems durch die Babylonier (587 v. Chr.). Er soll mit den Israeliten ins Babylonische Exil geführt worden sein. |                                                                             |
| 26                    | Ḥilal (חלאל)           |                 | |                                                                             |
| 27                    | Seraja I. (שריה)       |                 | Er soll mit seinem Volk aus dem Exil zurückgekehrt sein. |                                                                             |
| 28                    | Levi I. (לוי)          |                 | |                                                                             |
| 29                    | Netanel I. (נתנאל)     |                 | |                                                                             |
| 30                    | Asarja (עזריה)         |                 | Im 10. Jahr seines Hohepriesteramts soll er von den Chaldäern gefangen genommen worden sein. |                                                                             |
| 31                    | Abdeël I. (עבדאל)      |                 | Dieser Hohepriester kehrte aus dem Exil zurück; zu seiner Zeit soll die samaritanische Gemeinde 300.000 Mitglieder gehabt haben. |                                                                             |
| 32                    | Hiskija II. (חזקיה)    |                 | |                                                                             |
| 33                    | Hananja (חנניה)        |                 | |                                                                             |
| 34                    | Amram III. (עמרם)      |                 | Sein Sohn soll die Tochter des Königs „Derus“ geheiratet haben; die Samaritaner machten der Überlieferung zufolge einen Aufstand und töteten beide. |                                                                             |
| 35                    | Hanan (חנן)            |                 | Dieser Hohepriester soll die Tochter des Königs von Assur geheiratet haben und von den Samaritanern getötet worden sein. |                                                                             |
| 36                    | Hiskija III. (חזקיה)   |                 | Nach dem samaritanischen Historiker Abū l’Fatḥ war Hiskija Hohepriester, als Alexander III. von Makedonien den Perserkönig Darius besiegte. |                                                                             |
| 37                    | Delaja II. (דליה)      |                 | |                                                                             |
| 38                    | Aqob II. (עקוב)        |                 | |                                                                             |
| 39                    | Aqabja II. (עקביה)     |                 | |                                                                             |
| 40                    | Levi II. (לוי)         |                 | |                                                                             |
| 41                    | Eleasar II. (אלעזר)    |                 | |                                                                             |
| 42                    | Manasse (מנשה)         |                 | |                                                                             |
| 43                    | Jair III. (יאיר)       |                 | |                                                                             |
| 44                    | Netanel II. (נתנאל)    |                 | |                                                                             |
| 45                    | Jojakim (יהיקם)        |                 | Nach der samaritanischen Überlieferung wurde Jesus von Nazaret während der Amtszeit des Jojakim geboren. |                                                                             |
| 46                    | Jonatan III. (יהונתן)  |                 | Zu seiner Zeit soll Jesus „im verfluchten Schalem“ (= Jerusalem) getötet worden sein. |                                                                             |
| 47                    | Elischama (אלישמע)     |                 | |                                                                             |
| 48                    | Schemaja (שמעיה)       |                 | |                                                                             |
| 49                    | Tobija II. (טוביה)     |                 | |                                                                             |
| 50                    | Amram IV. (עמרם)       |                 | |                                                                             |
| 51                    | Aqbon I. (עקבון)       |                 | |                                                                             |
| 52                    | Pinchas II. (פינחס)    |                 | |                                                                             |
| 53                    | Levi III. (לוי)        |                 | Kaiser Hadrian soll den Samaritanern zur Zeit des Hohepriesters Levi III. besondere Wohltaten erwiesen haben. |                                                                             |
| 54                    | Eleasar III. (אלעזר)   |                 | |                                                                             |
| 55                    | Baba I. (בבא)          |                 | |                                                                             |
| 56                    | Eleasar IV. (אלעזר)    |                 | |                                                                             |
| 57                    | Aqbon II. (עקבון)      |                 | |                                                                             |
| 58                    | Netanel III. (נתנאל)   |                 | |                                                                             |
| 59                    | Baba Rabba             |                 | Der samaritanische Reformer Baba Rabba war eine historische Persönlichkeit (frühes 4. Jahrhundert n. Chr.). Er organisierte Synagogenbau, Gottesdienst und Gemeindestruktur. |                                                                             |
| 60                    | Aqbon III. (עקבון)     |                 | |                                                                             |
| 61                    | Netanel IV. (נתנאל)    |                 | Dieser Hohepriester soll seine Magd auf dem Scheiterhaufen verbrannt haben, weil sie sich in seinen Sohn verliebt hatte. |                                                                             |
| 62                    | Aqbon IV. (עקבון)      |                 | |                                                                             |
| 63                    | Eleasar V. (אלעזר)     |                 | |                                                                             |
| 64                    | Aqbon V. (עקבון)       |                 | |                                                                             |
| 65                    | Eleasar VI. (אלעזר)    |                 | |                                                                             |
| 66                    | Aqbon VI. (עקבון)      |                 | |                                                                             |
| 67                    | Eleasar VII. (אלעזר)   |                 | |                                                                             |
| 68                    | Netanel V. (נתנאל)     |                 | Er soll ein Zeitgenosse des „verfluchten Königs Zinon“ gewesen sein. |                                                                             |
| 69                    | Eleasar VIII. (אלעזר)  |                 | In die Amtszeit dieses Hohenpriesters datierte Abū l’Fatḥ das Auftreten des Propheten Mohammed. |                                                                             |
| 70                    | Netanel VI. (נתנאל)    |                 | |                                                                             |
| 71                    | Eleasar IX. (אלעזר)    | 640/41–658/59   | |                                                                             |
| 72                    | Aqbon VII. (עקבון)     | 658/59–687/88   | Dieser Hohepriester wurde der Überlieferung zufolge im Jordan ertränkt. |                                                                             |
| 73                    | Eleasar X. (אלעזר)     | 687/88–703      | |                                                                             |
| 74                    | Aqbon VIII. (עקבון)    | 703–722/23      | |                                                                             |
| 75                    | Eleasar XI. (אלעזר)    | 722/23–743/44   | |                                                                             |
| 76                    | Aqbon IX. (עקבון)      | 743/44–764/65   | |                                                                             |
| 77                    | Eleasar XII. (אלעזר)   | 764/65–789/90   | |                                                                             |
| 78                    | Simeon (שמעון)         | 789/90–796/97   | Zu seiner Zeit soll „Karozai der König von Assur“ (vielleicht der Sassanidenherrscher Chosrau I.) viele Samaritaner als Soldaten ausgehoben haben. Der byzantinische Kaiser Herakleios eroberte das Heilige Land. Dann kamen die Ismaeliten und eroberten alle Städte, und die Einwohner von Caesarea Maritima wurden in die Gefangenschaft geführt. |                                                                             |
| 79                    | Levi IV. (לוי)         | 796/97–826/27   | |                                                                             |
| 80                    | Pinchas III. (פינחס)   | 826/27–837/38   | |                                                                             |
| 81                    | Netanel VII. (נתנאל)   | 837/38–839/40   | |                                                                             |
| 82                    | Baba II. (בבא)         | 839/40–850/51   | |                                                                             |
| 83                    | Eleasar XIII. (אלעזר)  | 850/51–859/60   | |                                                                             |
| 84                    | Netanel VIII. (נתנאל)  | 859/60–878/79   | |                                                                             |
| 85                    | Eleasar XIV. (אלעזר)   | 878/79–885/86   | |                                                                             |
| 86                    | Pinchas IV. (פינחס)    | 885/86–893/94   | |                                                                             |
| 87                    | Netanel IX. (נתנאל)    | 893/94–946/47   | |                                                                             |
| 88                    | Abdeël II. (עבדאל)     | 946/47–962      | |                                                                             |
| 89                    | Eleasar XV. (אלעזר)    | 962–996         | |                                                                             |
| 90                    | Abdeël III. (עבדאל)    | 996–1015/16     | |                                                                             |
| 91                    | Eleasar XVI. (אלעזר)   | 1015/16–1052/53 | |                                                                             |
| 92                    | Abdeël                 |                 | Hier gibt es Unstimmigkeiten in der Überlieferung. Eleasar, sein Sohn Abdeël und sein Bruder Aaron sollen zusammen 69 Jahre als Hohepriester amtiert haben, aber nicht in Sichem, sondern in Damaskus. |                                                                             |
| 93                    | Aaron II. (אהרן)       | 1052/53–1065    | |                                                                             |
| 95                    | Ṣadaqa I. (צדקה)       | 1065–1087/88    | |                                                                             |
| 96                    | Amram V. (עמרם)        | 1087/88–1115/16 | |                                                                             |
| 97                    | Aaron III. (אהרן)      | 1115/16–1136/37 | Zu seiner Zeit wurde die samaritanische Synagoge von Sichem erbaut. |                                                                             |
| 98                    | Amram VI. (עמרם)       | 1136/37–1163/64 | |                                                                             |
|                       | Aaron IV. (אהרן)       | 1163/64–1189/90 | |                                                                             |
|                       | Netanel X. (נתנאל)     | 1189/90–1207/08 | Während seiner Amtszeit kam der Priester Itamar aus Damaskus nach Sichem und wurde daraufhin zum Hohepriester ernannt. |                                                                             |
| 106                   | Itamar (איתמר)         | 1207/08–1254/55 | Der Hohepriester Itamar ben Aaron ben Itamar in Damaskus war einer der Schreiber eines Pentateuch-Codex (Ms. London, British Library, Cotton Claudius B. viii) |                                                                             |
| 107                   | Amram VII. (עמרם)      | 1254/55–1268/69 | Zu seiner Zeit wurde Samarien erobert und viele Samaritaner gefangen genommen und nach Damaskus gebracht, aber die samaritanische Gemeinde in Damaskus kaufte sie frei. |                                                                             |
| 99                    | Usi II. (עזי)          | 1268/69–1290    | Zu seiner Zeit nahmen die Muslime den Samaritanern ihre Synagoge und das „Stück Land“ in Sichem fort. |                                                                             |
| 100                   | Josef I. (יוסף)        | 1290–1308/09    | Auch dieser Hohepriester kam aus Damaskus. |                                                                             |
| 101                   | Pinchas V. (פינחס)     | 1308/09–1362/63 | Sein Sohn Raban Abischa verfasste liturgische Gesänge. | Pinḥas ben Josef, der Sohn des Vorigen.                                     |
| 102                   | Eleasar XVII. (אלעזר)  | 1362/63–1387    | | Elazar ben Pinḥas ben Josef                                                 |
| 103                   | Pinchas VI. (פינחס)    | 1387–1441/42    | Dieser Hohepriester war der Sohn des Hymnendichters Raban Abischa. | Pinḥas ben Abisha ben Pinḥas ben Josef                                      |
| 104                   | Abischa II. (אבישע)    | 1441/42–1474/75 | | Abisha ben Pinḥas ben Abisha; Sohn des Vorigen.                             |
| 105                   | Eleasar XVIII. (אלעזר) | 1474/75–1509/10 | | Elazar ben Abisha ben Pinḥas                                                |
| 108                   | Usi                    |                 | |                                                                             |
| 109                   | Pinchas VII. (פינחס)   | 1509/10–1549    | 1516 begann die osmanische Herrschaft in Palästina. Die Gesamtzahl der Samaritaner zu dieser Zeit wird mit 500 Personen angegeben, die außer in Nablus auch in Kairo, Gaza und Damaskus lebten. Der Zensus des Jahres 1538/39 nennt 29 samaritanische Haushalte in Nablus, woraus sich eine Zahl von 178 Personen schätzen lässt. | Pinḥas ben Elazar                                                           |
| 110                   | Eleasar XIX. (אלעזר)   | 1549–1595/96    | Zu seiner Zeit wurde ein rituelles Bad für die Samaritaner in Sichem erbaut. | Elazar ben Pinḥas                                                           |
| 111                   | Pinchas VIII. (פינחס)  | 1595/96–1614/15 | | Pinḥas ben Elazar                                                           |
| 112                   | Schelemja (שלמיה)      | 1614/15–1623/24 | Mit Schelemja, der ermordet wurde, endete die ursprüngliche hohenpriesterliche Dynastie, die sich auf Pinchas, den Enkel Aarons zurückführte. Noch Jahrhunderte später recherchierte die samaritanische Gemeinde, ob eventuell Angehörige der Pinchas-Dynastie in Europa lebten. | Shelemia ben Pinḥas                                                         |
| 113                   | Ṣadaqa II. (קדקה)      | 1623/24–1650    | Ṣadaqa II. war der erste Hohepriester aus der seither amtierenden Familie, die sich auf Itamar, den Bruder des Pinchas, zurückführt. Diese Familie galt bis dahin als levitisch; da sie die einzige noch existierende levitische Familie war, ist levitische und aaronidische Abstammung bei den Samaritanern seither gleichbedeutend. | Ṣadaqa ben Ṭabia Halevi                                                     |
| 114                   | Isaak I. (יצחק)        | 1650–1694       | | Jiṣḥaq ben Ṣadaqa                                                           |
| 115                   | Abraham (אברהם)        | 1694–1732       | | Abraham ben Jiṣḥaq ben Ṣadaqa                                               |
| 116                   | Levi V. (לוי)          | 1733–1752       | | Levi ben Abraham                                                            |
| 117                   | Tobija IV. (טביה)      | 1752–1787       | Dieser Hohepriester ließ sich in der samaritanischen Gemeinde in Gaza nieder. | Ṭabia ben Jiṣḥaq                                                            |
| 118                   | Salama (שלמה)          | 1798–1828       | Salama war beim Tod seines Vaters vier Jahre alt und das einzige noch lebende Mitglied der hohepriesterlichen Familie. Im Alter von 15 Jahren trat er das Amt des Hohepriesters an. 1810 sandte er einen Brief an den französischen Senator Henri Grégoire, in dem er die bedrängte Lage der Samaritaner beklagte. Seit 1785 war es nicht mehr möglich, das Pessachopfer auf dem Garizim darzubringen; dieses musste vielmehr in der Stadt stattfinden. | Salama ben Ṭabia ben Jiṣḥaq (1784–1855)                                     |
| 119                   | Amram VIII. (עמרם)     | 1828–1859/60    | 1832 konnten die Wallfahrten zum Berg Garizim wieder aufgenommen werden. In den 1840er Jahren erhoben muslimische Ulama die Forderung, alle Samaritaner zwangsweise zum Islam zu konvertieren, da sie keiner Buchreligion angehörten. Der sefardische Oberrabbiner von Jerusalem erstellte ein Gutachten, wonach die Samaritaner dem Volk Israel angehörten und gemäß der Tora lebten. Dies wandte (zusammen mit einem Geldgeschenk) die Gefahr von der samaritanischen Gemeinschaft ab. Auf britische Intervention hin wurde das Pessachopfer auf dem Berg Garizim 1849 von den osmanischen Behörden wieder zugelassen. |                                                                             |
| 120                   | Jakob I. (יעקב)        | 1859/60–1916    | Jakob I. förderte die Öffnung zum Westen und zur jüdischen Gemeinde, da er im Interesse der Weltöffentlichkeit Chancen für die kleine samaritanische Gemeinde sah. | Jaaqob ben Aharon ben Salama (1840/41–1916)                                 |
| 121                   | Isaak II. (יצחק)       | 1917/18–1932    | | Jiṣḥaq ben Amram ben Salama (1855–1932)                                     |
| 122                   | Maṣliaḥ (מצליח)        | 1933–1943       | | Maṣliaḥ ben Pinḥas ben Jiṣḥaq ben Salama (1868–1943)                        |
| 123                   | Abischa III. (אבישע)   | 1943–1960       | | Abisha ben Pinḥas ben Jiṣḥaq ben Salama (1880–1960)                         |
| 124                   | Amram IX. (עמרם)       | 1960–1980       | | Amram ben Jiṣḥaq ben Amram ben Salama (1889–1980)                           |
| 125                   | Ascher (אשר)           | 1980–1982       | | Asher ben Maṣliaḥ ben Pinḥas (1895–1982)                                    |
| 126                   | Pinchas IX. (פינחס)    | 1982–1984       | | Pinḥas ben Maṣliaḥ (1899–1984)                                              |
| 127                   | Jakob II. (יעקב)       | 1984–1987       | Jakob II. entsandte Elazar ben Ṣedaqah ben Jiṣḥaq (den späteren Hohepriester Eleasar XX.) zu interreligiösen Gesprächen in den Vatikan. | Jaaqob ben Azi ben Jaaqob (1900–1987)                                       |
| 128                   | Josef II. (יוסף)       | 1987–1998       | | Josef ben Ab Ḥisda ben Jaaqob (1919–1998)                                   |
| 129                   | Levi VI. (לוי)         | 1998–2001       | | Levi ben Abisha (1920–2001)                                                 |
| 130                   | Schalom II. (שלום)     | 2001–2004       | | Shalom ben Amram (13. Januar 1922–9. Februar 2004)                          |
| 131                   | Eleasar XX. (אלעזר)    | 2004–2010       | | Elazar ben Ṣedaqah ben Jiṣḥaq (16. Januar 1927–3. Februar 2010)             |
| 132                   | Aaron V. (אהרן)        | 2010–2013       | Bruder des Hohepriesters Josef II. | Aharon ben Ab-Ḥisdah ben Jaaqob ben Aharon (1. Februar 1927–19. April 2013) |
| 133                   | Abdel V. (עבדאל)       | 2013–           | | Abdel ben Asher ben Maṣliaḥ (* 1935)                                        |